# Ayúdeme usted compadre
Ayúdeme usted compadre es una película chilena de 1968, escrita y dirigida por Germán Becker Ureta. Protagonizada por numerosos músicos y cantantes chilenos de la década de 1960. Es uno de los filmes más vistos por el público chileno.
El título corresponde a la primera estrofa de una canción chilena muy popular, «Chile lindo», de la autora Clara Solovera, y hace referencia también al programa de televisión homónimo realizado por Germán Becker para Canal 13 en 1967. Fue estrenada el 18 de octubre de 1968.